# Kobusynaptops verrucosus
Kobusynaptops verrucosus es una especie de coleóptero de la familia Attelabidae.

## Distribución geográfica
Habita en la China.